# Rosa Maria Paz

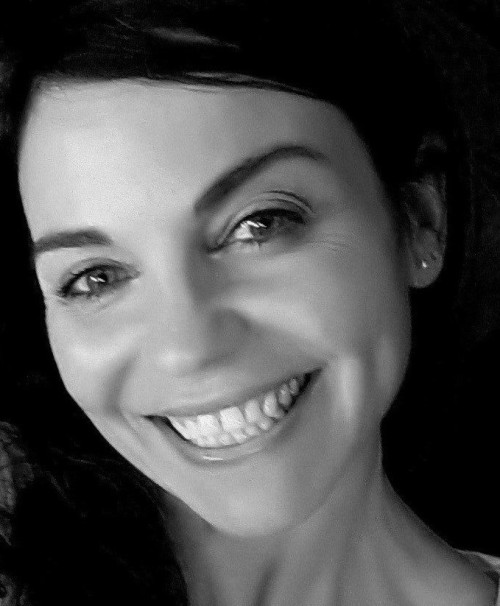
Rosa Maria Paz (2017)

Rosa Maria Paz von Ow, geborene Paz Maldonado (* 11. September 1973 in Villingen-Schwenningen) ist eine deutsch-spanische Schauspielerin. Sie lebt und arbeitet in Deutschland.

## Leben

### Herkunft und Ausbildung
Paz wurde als Tochter von Victor Paz Ordóñez und Josefa Maldonado Linares im Schwarzwald geboren. Sie stammt aus einem musikalisch-künstlerischen Elternhaus. Beide Elternteile waren musikalisch tätig. Der Vater sang viele Jahre in einem Quartett. Die Mutter war in ihrer Jugend als Solosängerin tätig gewesen.
Paz, die sich seit ihrer Kindheit für Musik, Gesang und Tanz interessierte, sammelte ab ihrem 7. Lebensjahr erste Erfahrungen im Bereich Tanz und Schauspiel. Von 1989 bis 1994 nahm sie Tanzunterricht und leitete eine Showtanzgruppe. Von 1994 bis 1997 studierte Paz an der staatlich anerkannten Sport- und Gymnastikschule in Karlsruhe, wo sie unter anderem Unterricht in Körperschulung, Modern Dance und Jazzdance erhielt. Danach arbeitete sie als Show- und Programmorganisatorin für ein Hotel im Allgäu. 
Ab 2000 nahm sie Schauspielunterricht und besuchte Kurse in Stimmbildung. Von 2004 bis 2007 absolvierte sie eine Ausbildung an der Theaterschule der Landesarbeitsgemeinschaft Theaterpädagogik Baden-Württemberg (LAG TheaterPädagogik BW) mit den Inhalten Schauspiel, Regie, Dramaturgie und Pädagogik in Freudenstadt, Reutlingen und Tübingen. Seitdem absolvierte sie weitere Workshops im Bereich Camera Acting, Schauspiel, Stimmbildung und Sprecherziehung. Von 2012 bis 2014 absolvierte sie eine Aufbaufortbildung zur Theaterpädagogin nach den Rahmenrichtlinien des Bundesverbandes Theaterpädagogik (BuT). 2013 nahm sie in Berlin und London und 2014 in Los Angeles an einer Meisterklasse des Schauspielcoachs Bernard Hiller im The Bernard Hiller Acting Studio teil.

### Film und Fernsehen
1995 debütierte Paz in der Fernsehserie Aus heiterem Himmel, einer 66-teiligen deutschen Familienserie, produziert vom Südwestfunk, unter der Regie von Andreas Thiel. 1999 folgte eine Rolle in Live your Dreams. 2008 war Paz in dem Kinofilm Weitertanzen zu sehen. Weitere Fernsehgastauftritte folgten unter anderem in der Fernsehserie Zum Schwarzwaldhof. 2011 und 2012 übernahm sie mehrere Episodenrollen in der ZDF-Krimiserie SOKO Stuttgart. 2013 folgte eine Rolle in dem Tatort-Krimi Spiel auf Zeit. In dem TV-Film Die Staatsaffäre (2014) mit Veronica Ferres und Philippe Caroit spielte Rosa Maria Paz die Charakterrolle der Carmen; sie verkörperte die spanische Ministerpräsidentin. Außerdem wirkte sie in einigen Diplom- und Hochschulabschlussfilmen mit.

### Theater

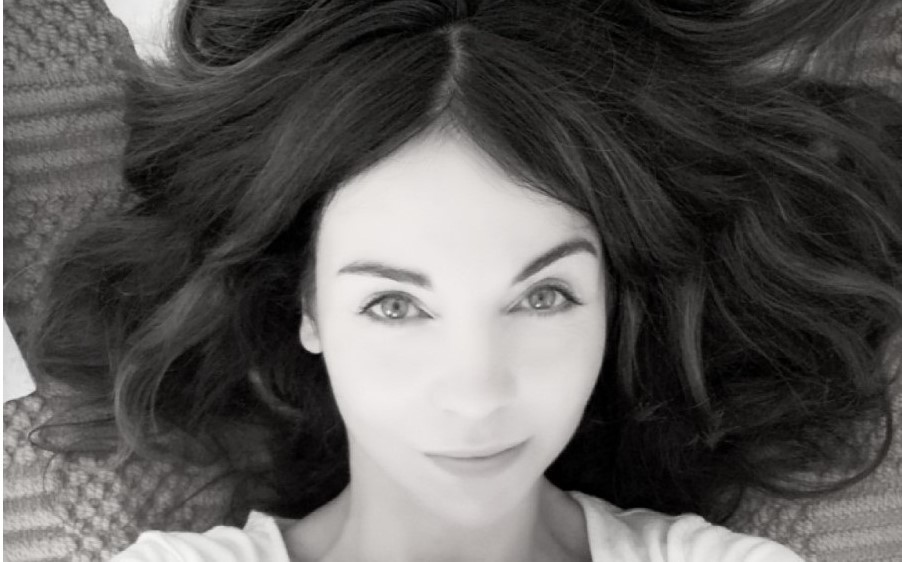
Rosa Maria Paz (2015)

Seit 2002 ist Paz hauptsächlich als Theaterschauspielerin tätig. Engagements hatte sie unter anderem am Theater am Turm in Villingen. Dort spielte sie die junge Pensionswirtin Molli Ralston in dem Kriminalstück Die Mausefalle von Agatha Christie (2002), das Model und Mannequin Katrin in dem lesbischen Beziehungsdrama Die bitteren Tränen der Petra von Kant von Rainer Werner Fassbinder (2003), die Arztgattin Marianne Neumeister in dem Schwank Der Raub der Sabinerinnen (2004) und die Ala in der Groteske Tango von Sławomir Mrożek (2004). Mit der Bühnenfassung des Thrillers Warte, bis es dunkel ist, mit Paz in der Rolle der (im Film von Audrey Hepburn gespielten) blinden Ehefrau Suzy Hendrix, zeigte Paz 2006 eine schauspielerische Leistung, die auch über die Region hinaus Beachtung fand. Diesen Erfolg konnte Paz 2007 in der Rolle der Marilyn Monroe in dem Theaterstück Bedeutende Leute von Terry Johnson wiederholen. 2009 übernahm sie die Rolle der jungen, attraktiven Lady Stutfield in der Salonkomödie Eine Frau ohne Bedeutung von Oscar Wilde. In der Spielzeit 2010/2011 (März bis Mai 2011) verkörperte sie dort die Rolle der jungverheirateten Erbin Bella Manningham, deren Ehemann sie in den Wahnsinn zu treiben versucht, in dem Kriminalthriller Gaslicht von Patrick Hamilton. Im November/Dezember 2011 folgte am Theater am Turm in Villingen die Komödie Macke Macke (Toc Toc) von Laurent Baffie, in der Paz die Rolle der Marie übernahm. Dort konnte Paz mit komödiantischem Talent überzeugen.
Außerdem spielte sie 2005 beim Szenario-Theater, einer freien Theatergruppe, die Barbara in dem Theaterstück Honigmond, nach Motiven des gleichnamigen Romans von Gabriel Barylli, bevor sie 2008 in dem Theaterstück Strategie der Schmetterlinge am Szenario-Theater in einer dramatischen Charakterrolle brillierte. Im Theater am Olgaeck in Stuttgart war sie 2010 als reiche Estelle Rigault in Jean-Paul Sartres Theaterstück Geschlossene Gesellschaft 2010 zu sehen, das 2011 und 2012 eine Wiederaufnahme erfuhr. 2013 verkörperte sie im Zimmertheater Rottweil die Alkoholikerin Angelika Wensch in dem Einakter Kürzlich geführte Gespräche von Patrick L. Nissler. Außerdem wirkte sie 2013 am Zimmertheater Rottweil in der Rolle der Marion in dem musikalischen Schauspiel Dantons Tod mit. 2014 gastierte Paz mit der Theatertruppe Abnobamons als Lisa in dem Theaterstück Kleine Eheverbrechen von Éric-Emmanuel Schmitt im fest.spiel.haus in Simmersfeld.

## Privates
Paz ist verheiratet und ist Mutter von drei Kindern. Sie lebt mit ihrer Familie im Schwarzwald.

## Theaterstücke (Auswahl)
- 2002: Die Mausefalle, Theater am Turm Villingen
- 2003: Der Raub der Sabinerinnen, Theater am Turm
- 2003: Die bitteren Tränen der Petra von Kant, Theater am Turm
- 2004: Tango, Theater am Turm
- 2005: Honigmond, Szenario-Theater
- 2006: Warte, bis es dunkel ist, Theater am Turm
- 2007: Bedeutende Leute, Theater am Turm
- 2007: Berühmte Frauen, Theateradaption, Freudenstadt
- 2008: Strategie der Schmetterlinge, Szenario-Theater
- 2009: Frau ohne Bedeutung, Theater am Turm
- 2010/2011: Geschlossene Gesellschaft, Theater am Olgaeck, Stuttgart
- 2011: Gaslicht, Theater am Turm
- 2011/2012: Macke Macke, Theater am Turm
- 2012: Geschlossene Gesellschaft (Wiederaufnahme), Theater am Olgaeck, Stuttgart
- 2013: Kürzlich geführte Gespräche, Einakter von Patrick L. Nissler
- 2013: Dantons Tod, Zimmertheater Rottweil
- 2014–2024: Rumpelstilzchen, Chamaeleon Theaterwelten
- 2014–2024: Kikerikiste, Chamaeleon Theaterwelten
- 2014–2017: Kleine Eheverbrechen, Regionentheater aus dem schwarzen Wald
- 2015: Die Abenteuer des Tom Sawyer, Regionentheater aus dem schwarzen Wald
- 2015–2024: Jedermann, Chamaeleon Theaterwelten

## Filmografie (Auswahl)
- 1995: Aus heiterem Himmel (Fernsehserie, Gastauftritte)
- 2006: WSS - aktiv beraten (Imagefilm)
- 2007: Freunde von früher
- 2008: Weitertanzen (Kinofilm)
- 2008: Schwarzwaldhof (Fernsehserie, Gastauftritte)
- 2009: Zimt und Zucker (Hochschulfilm)
- 2009: Für Elise (Serie)
- 2009: Ist das Fremdgehen (Hochschulfilm)
- 2009: Ich brauche Dich (Hochschulfilm)
- 2010: Ketel One Vodka - Moments (Hochschulfilm)
- 2011/12: SOKO Stuttgart (Fernsehserie)
- 2011: Herma Buchschoner (Werbefilm)
- 2012: Politisch korrekt (Hochschulfilm)
- 2012: Tatort: Spiel auf Zeit (Fernsehreihe)
- 2013: Unwissend Vater
- 2014: Die Staatsaffäre (Fernsehfilm)
- 2015: SOKO Stuttgart (Fernsehserie, Folge Spur der Steine)
- 2015: Nobbie Vazquez (Serie)
- 2018: Schöne heile Welt (Fernsehfilm)
- 2020: La llamada (Kurzfilm)
- 2021: Kurz und Klein (Serienpilot)
- 2023: Die Bestatterin – Zweieinhalb Tote (Fernsehreihe)